# Noele Gordon
Noele Gordon (East Ham, Londres, 25 de diciembre de 1919–Birmingham, 14 de abril de 1985) fue una presentadora y actriz teatral y televisiva de nacionalidad británica.

## Trayectoria

### Inicios
Su nombre completo era Joan Noele Gordon, y nació en East Ham, Londres, Inglaterra, siendo su padre un ingeniero de la marina mercante. Fue llamada Noele por nacer en el día de Navidad. Tras cursar estudios en una escuela católica de Forest Gate, recibió clases de danza de Maude Wells, viviendo varios años en Southend-on-Sea. 
Gordon hizo su primera actuación en público en el East Ham Palace, y poco después cantó «Dear Little Jammy Face» en un restaurante de Londres. Gracias a ello, su madre y su tía la estimularon para dedicarse al mundo del espectáculo. La familia se mudó a Westcliff-on-Sea, en Essex, y Gordon se formó en la RADA, actuando después en teatros de repertorio, con mil representaciones de la pieza Brigadoon. Su madre, con la cual Gordon tenía una relación muy cercana, falleció a causa de un cáncer en 1978.

### Comienzos en el cine y la televisión
Se dice que Gordon fue la primera mujer en poder ser vista en los aparatos de televisión en color, al participar en las primeras pruebas de TV en color llevadas a cabo por la BBC en los años 1940.
Gordon hizo papeles menores en dos filmes británicos, 29 Acacia Avenue (1945) y Lisbon Story (1946). Su carrera de actriz tuvo un parón en 1955, cuando ingresó en la Associated Television de Londres, donde presentó su primer programa, The Weekend Show. También trabajó detrás de las cámaras como directora de programas de estilo de vida. Gordon después recibió formación sobre el medio televisivo en la Universidad de Nueva York, en los Estados Unidos, trabajando a su vuelta con Reg Watson y Ned Sherrin, lanzando las emisiones de ATV Midlands en 1956.
Además de productora, Gordon fue presentadora de la nueva compañía con base en Birmingham. Su primera actuación para ATV in the Midlands, Tea With Noele Gordon, fue el primer talk show de éxito de ITV, siendo ella la primera mujer en entrevistar al Primer ministro del Reino Unido, que en la época era Harold Macmillan. Inicialmente diseñado como un programa de relleno de emergencia, el show tuvo tanto éxito que Gordon dejó su puesto en la producción para centrarse en la presentación del programa. Posteriormente, presentó un programa de emisión diaria, Lunchbox.

### Crossroads
En el verano de 1964, Lunchbox llegó a su fin tras más de 2000 episodios. Fue sustituido por una serie de emisión diaria, Crossroads, en la cual Gordon era la propietaria de motel Meg Richardson (más adelante Meg Mortimer), un papel pensado para Gordon cuando ella estaba contratada por Lew Grade en ATV. Por vez primera, en 1969, ella ganó un total de ocho veces el TVTimes concedido a la actriz más popular.
Gordon fue el único miembro del reparto de Crossroads en tener un contrato permanente, y los demás actores eran elegidos según las necesidades de la serie. 
Gordon permaneció en el show hasta ser despedida en 1981, cuando ATV estaba en proceso de ser reorganizada en una nueva compañía, Central Independent Television. Central estaba obligada a continuar con Crossroads; sin embargo, el director de programas, Charles Denton, y la directora dramática, Margaret Matheson, querían dar fin a la serie para poder emitir una producción dramática de mayor presupuesto. La decisión de despedir a Gordon —el miembro más popular del reparto— se tomó con la esperanza de que los espectadores abandonaran el show, dando a Central la excusa para su finalización.
En 1985, el sucesor de Matheson, Ted Childs, ordenó modernizar Crossroads, cambiando su título por Crossroads Motel. El nuevo estilo se diseñó para devolver a Noele Gordon al show, iniciando un período de tres meses en abril de 1985. La vuelta de Gordon como Meg fue diseñada por el nuevo productor, Phillip Bowman, que dio fin a la aparición de los regulares Ronald Allen y Sue Lloyd. Sin embargo, los planes no llegaron a cumplirse, pues Gordon falleció antes de su planeada vuelta. El actor Edward Clayton, que previamente había sido Stan Harvey en el show, regresó a la serie para tomar el lugar de la actriz.
En 1982 se supo que Gordon sufría cáncer, y que a causa de ello había sufrido dos intervenciones quirúrgicas. Volvió a Crossroads en agosto de 1983 para rodar dos episodios dedicados a la luna de miel de Jill y Adam.

### Período posterior aCrossroads
Tras finalizar su contrato, Gordon actuó en Gypsy en el teatro Haymarket de Leicester, pieza a la que siguió el musical de Irving Berlin Call Me Madam, que viajó en gira y que se llevó a escena en el teatro Victoria Palace, con un total de 88 representaciones. Su última actuación teatral llegó con The Boyfriend, llevada a escena en Plymouth, en el teatro Royal, con producción de Roger Redfarn (ella enfermó durante las representaciones y hubo de ser sustituida).
Durante muchos años en las décadas de 1960 y 1970, Gordon vivió en una casa cerca de Ross-on-Wye. La actriz nunca se casó, y se retiró a vivir en Birmingham, donde falleció en 1985 a causa de un cáncer de estómago. Fue enterrada en la iglesia de St Mary, en Ross-on-Wye.